# Боршна
Боршна (укр. Боршна) — село в Прилукском районе Черниговской области Украины. Население — 638 человек. Занимает площадь 2,311 км². Расположено на реке Боршна (правый приток реки Удай). За 11 км от райцентра ж/д станции Прилуки, на автотрассе Киев-Сумы. 307 дворов, 586 жителей (2000 год). Впервые упоминается в 1615 году.
Код КОАТУУ: 7424181602. Почтовый индекс: 17533. Телефонный код: +380 4637.

## Власть
Орган местного самоуправления — Валковский сельский совет. Почтовый адрес: 17533, Черниговская обл., Прилукский р-н, с. Валки, ул. Независимости, 29.